# Convenció Nacional Republicana
La Convenció Nacional Republicana (Republican National Convention en anglès) és la convenció del Comitè Nacional Republicà que nomina al candidat presidencial del Partit Republicà dels Estats Units per a les eleccions federals. Com la Convenció Nacional Demòcrata, la Convenció Nacional Republicana marca el final de les primàries presidencials i l'inici de la campanya de les eleccions generals.
El 2016, 2.472 delegats assistiran a la Convenció Nacional Republicana a Cleveland, Ohio del 18 al 21 de juliol per a nominar al candidat republicà per a les eleccions presidencials. El guanyador ha de rebre el suport de 1.237 delegats, la meitat més u. Si cap candidat aconsegueix la majoria dels vots, es procedeix a una convenció negociada.